# Tsugaru (posamine)
Lo Tsugaru (津軽?) è stato un posamine della Marina imperiale giapponese, unica unità della sua classe e così chiamato in onore dell'omonima penisola nell'angolo nord-occidentale dell'isola di Honshū. Fu varato nel giugno 1940 dal cantiere navale di Yokosuka.
Assegnato alla 4ª Flotta, partecipò a quasi tutte le operazioni offensive nel Pacifico centrale e meridionale dal dicembre 1941 all'estate 1942; in particolare fu presente agli sbarchi in Nuova Guinea (8 marzo 1942) e alla battaglia del Mar dei Coralli (4-8 maggio). Trasferito all'8ª Flotta e facendo base a Rabaul o alle isole Shortland, prese parte alle attività di trasporto e rifornimento nipponiche sia verso le coste della Nuova Guinea, sia verso la contesa isola di Guadalcanal; nel corso di queste missioni subì danni durante un attacco aereo nel settembre 1942. Alla fine dell'anno fu schierato sulle rotte per la Nuova Georgia, ove recò uomini e materiali, prima di poter tornare in Giappone ed essere revisionato. Schierato di nuovo nel Pacifico meridionale con compiti di trasporto rapido e anche di unità di scorta ai convogli, fu colpito dal siluro di un sommergibile il 5 agosto e tornò operativo solo a fine anno, questa volta nelle acque del Sud-est asiatico. Inviato sulle coste occidentali della Nuova Guinea all'inizio del giugno 1944 per prendere parte ai tentativi di sbloccare l'isola di Biak, fu attaccato il 21 e il 29 giugno da due diversi sommergibili: il secondo siluramento si rivelò fatale e il posamine colò a picco tra Morotai e Halmahera, portando con sé il comandante.

## Progetto
A metà degli anni trenta la Marina imperiale giapponese era in piena espansione dopo aver abbandonato i trattati navali di Washington e di Londra e, all'epoca, disponeva di relativamente pochi posamine. Spesso si trattava di vecchie unità estesamente ricostruite per conventirle ai nuovi compiti, oppure di vascelli ibridi, capaci di posare reti antisiluro o di agire come dragamine. Nel 1936 entrò in servizio l'Okinoshima, un posamine progettato come tale dalla chiglia e che riscosse critiche positive per la sua specializzazione, tanto che lo stato maggiore generale navale volle replicare l'unità con ulteriori migliorie. L'ufficio tecnico prese nuovamente in esame le cianografie e ridusse il calibro dell'armamento principale da 140 mm a 127 mm, allo scopo di incrementare il carico massimo di mine marittime; le dimensioni subirono leggere variazioni, il pescaggio diminuì di circa 1 metro e la contraerea fu più curata. All'inizio del 1937 i progetti definitivi furono approvati e l'unità fu battezzata Tsugaru.

## Caratteristiche tecniche
Lo Tsugaru presentava una lunghezza tra le perpendicolari di 113,60 metri, alla linea di galleggiamento di 121 metri e fuori tutto di 124,50 metri – era quindi più esteso dei cacciatorpediniere nipponici coevi. La larghezza massima dello scafo ammontava a 15,61 metri e il pescaggio era pari a 4,92 metri. Il dislocamento standard era di 4 064 tonnellate e le prove in mare evidenziarono un aumento della massa a 4 399 tonnellate; a dislocamento normale erano raggiunte le 4 470 tonnellate. All'entrata in servizio l'equipaggio era formato da 445 uomini tra ufficiali, sottufficiali e marinai. La nave era spinta da quattro caldaie Kampon, che alimentavano due turbine a ingranaggi a vapore Kampon; a queste erano vincolati due alberi motore dotati di elica. L'impianto era alimentato a olio combustibile ed erogava una potenza totale di 9 000 shp: consentiva di raggiungere una velocità massima di 20 nodi (38 km/h) e di coprire fino a 9 000 miglia nautiche alla velocità di crociera di 10 nodi (16 668 chilometri a 19 km/h). I fumi di scarico era convogliati ed espulsi attraverso l'unico, massiccio fumaiolo che sorgeva a metà lunghezza dello scafo. Davanti a esso si trovava la torre di comando sormontata da un albero tripode.
Lo Tsugaru disponeva di varie armi, tra le quali la principale era il carico di 600 mine navali. Sul ponte di coperta erano poi state sistemate due installazioni binate, una a prua e una poppa, equipaggiata ciascuna con due cannoni Type 89 da 127 mm L/40: tali pezzi erano eccellenti armi contraeree e, alla bisogna, potevano essere impiegati anche contro bersagli di superficie. La difesa sulle brevi distanze contro velivoli ostili era invece stata affidata a due installazioni binate di cannoni automatici Type 96 da 25 mm L/60, piazzate a centro nave, sulle fiancate. In realtà questi pezzi, afflitti da una serie di problematiche (vibrazioni, modesta cadenza di fuoco, centrali di tiro relativamente obsolete) dovevano rivelarsi di limitata efficacia. Infine, nel giardinetto, era stata organizzata una postazione per la lotta antisommergibile; erano infatti disponibili un lanciatore per bombe di profondità Type 94 e sei rampe, fissate al bordo esterno della poppa. All'opera viva fu, di conseguenza, fissato un sonar Type 93.
Abbastanza sorprendemente, lo Tsugaru poteva contare anche su un proprio velivolo: difatti nell'ampio spazio tra il fumaiolo e le alberature di poppa era stata inchiavardata una catapulta per il lancio di un idrovolante, di solito un Kawanishi E7K. Talvolta questo mezzo era rimpiazzato da altri similari, come il Nakajima E8N, il Mitsubishi F1M, lo Yokosuka E14Y, e per riprenderlo a bordo l'equipaggio adoperava una gru ad argano.

## Impiego operativo

### Costruzione
Il posamine Tsugaru fu ordinato nell'anno fiscale edito dal governo giapponese nel 1937 per il 3ª programma supplementare di espansione della marina. La sua chiglia fu impostata nel cantiere navale di Yokosuka il 5 luglio 1939 e il varo avvenne il 5 giugno 1940; fu completato il 22 ottobre 1941. Fu considerata l'idea di ordinare altre due unità similari e formare così una "classe Tsugaru", ma essa fu in ultimo lasciata cadere.
Il comando fu affidato al capitano di vascello Yoshiaki Inagai, che aveva curato l'allestimento finale della nave. Con il nominativo di chiamata in codice "JLVA", lo Tsugaru fu inserito nella 19ª Divisione posamine del contrammiraglio Kiyohide Shima, a sua volta parte della 4ª Flotta del viceammiraglio Shigeyoshi Inoue, di stanza nel mandato del Pacifico meridionale.

### 1941-1942
Il 1º novembre 1941 lo Tsugaru lasciò Yokosuka ed effettuò una crociera di messa a punto toccando Saipan e la base d'oltremare di Truk; in questo frangente scaricò le mine e imbarcò alcune centinaia di tonnellate di carburante e di acqua, prima di fare rotta per Haha-jima e unirsi a parte del gruppo d'invasione per l'isola statunitense di Guam. Il 2 dicembre fu notificato allo Tsugaru e al resto della flotta l'imminente scatenarsi delle ostilità contro gli Stati Uniti d'America e gli Alleati occidentali; dopo una sessione di addestramento e prove di sbarco, il 4 dicembre lo Tsugaru salpò con le forze di copertura (alla testa dei quattro cacciatorpediniere presenti) alla volta di Guam e vigilò sullo sbarco, che si concluse con una facile vittoria giapponese il 10 dicembre: uomini del suo equipaggio si occuparono di stabilire che una petroliera americana, semiaffondata in rada, era recuperabile. Tornato a Saipan, rifornì di combustibile il cacciatorpediniere Oboro, accolse a bordo circa 300 soldati dell'Esercito imperiale, un paio di veicoli e munizioni e li trasferì a Kwajalein (19 dicembre). Salpò quindi alla volta delle appena occupate isole Gilbert con un carico di benzina avio, che lasciò a Makin: il 27 partì con rotta su Jaluit con sette prigionieri di guerra, che lasciò qualche giorno dopo all'atollo prima di proseguire per Truk. Qui andò incontro a una rapida manutenzione e alla reintegrazione delle scorte alimentari per l'equipaggio, potendo salpare il 12 gennaio 1942 come parte della squadra in difesa del convoglio d'invasione per Rabaul: l'operazione segnò un nuovo successo nipponico e lo Tsugaru rimase nella capiente baia per diverse settimane, impegnato a rifornire di acqua o carburante altre unità ausiliarie, cacciatorpediniere e trasporti, oltre a partecipare a una missione di ricerca di un idrovolante precipitato in mare al largo della base. Collaborò inoltre agli sbarramenti contraerei, dato che Rabaul fu attaccata diverse volte dalla RAAF nel tentativo di rallentare le attività giapponesi. Intanto la 19ª Divisione posamine era stata riorganizzata sui soli Tsugaru e Okinoshima che, il 5 marzo, presero il mare con il grosso della 4ª Flotta per proteggere l'attacco anfibio a Lae e Salamaua (lo Tsugaru ricoprì la funzione di nave ammiraglia del convoglio dei trasporti). Lo sbarco riuscì senza problemi l'8, ma due giorni più tardi le teste di ponte furono duramente colpite dall'improvvisa incursione dei gruppi imbarcati statunitensi: diverse navi giapponesi furono affondate, lo Tsugaru subì danni di una certa entità e contò dodici morti tra l'equipaggio. Dopo tappe a Rabaul e Kavieng, il posamine si fermò a Truk dove fece scendere un reparto di fanteria caricato in Nuova Irlanda; fece il pieno e si ancorò infine a Yokosuka, il 1º aprile, per le necessarie riparazioni. Il 25, tornato in piena efficienza, salpò per fare ritorno a Truk, giusto in tempo per partecipare all'operazione Mo – una serie di sbarchi nelle isole Salomone e a Port Moresby. Fu inquadrato nel convoglio d'invasione per quest'ultima località e salpò con le numerose unità che lo componevano il 4 maggio; in realtà, il convoglio fu presto localizzato dagli Alleati, attaccato diverse volte dal cielo e in ultimo richiamato dal viceammiraglio Inoue in seguito all'esito della battaglia del Mar dei Coralli. Arrivato a Rabaul il 9 maggio, ne partì due giorni dopo con la forza navale incaricata dell'operazione RY: anch'essa, però, dopo il siluramento e la perdita dell'Okinoshima avvenuto il 14 maggio, fu annullata. Lo Tsugaru rientrò a Truk e da lì proseguì la navigazione fino a Yokosuka, nei cui cantieri fu revisionato nella prima metà di giugno; tornò il 24 all'atollo, nelle cui acque concluse una serie di esercitazioni contraeree.
Tra il 4 e il 10 luglio lo Tsugaru scortò il trasporto Nojima Maru fino a Lae assieme a un cacciasommergibili. Il 14 luglio, mentre era all'ancora a Truk, il capitano Inagai fu informato che il posamine era stato riassegnato all'appena attivata 8ª Flotta del viceammiraglio Gun'ichi Mikawa, responsabile delle operazioni nel settore Nuova Guinea-arcipelago di Bismarck-Salomone. Con un carico di 200 tonnellate di nafta e cibo, lo Tsugaru arrivò a il 17 a Rabaul, divenuta un'importante piazzaforte. Il 20 salpò assieme alla 18ª Divisione incrociatori, vari cacciatorpediniere e tre trasporti truppe in ossequio alle direttive dell'operazione Ri, che prevedeva la cattura dal mare dei villaggi di Buna e Gona nella Nuova Guinea sud-orientale per colpire Port Moresby lato terra: gli sbarchi riuscirono senza difficoltà, ma la formazione nipponica subì alcuni attacchi aerei; lo Tsugaru azionò i suoi cannoni pur senza cogliere particolari risultati, quindi tornò il 24 a Rabaul per caricare munizioni e viveri da recare alla testa di ponte assieme a un cacciasommergibile e al trasporto Nankai Maru. Il 31 luglio, tuttavia, l'attività aerea australiano-statunitense impedì la missione; le tre unità nipponiche sperimentarono alcuni attacchi e il Nankai Maru fu danneggiato, ma tutte rientrarono a Rabaul il 3 agosto. Quattro giorni più tardi avvennero improvvisi sbarchi americani sull'isola di Guadalcanal: lo Tsugaru e il trasporto Meiyo Maru caricarono circa 500 uomini per operare un immediato controsbarco sotto la protezione dell'8ª Flotta, ma la missione fu cancellata dopo che il 9 agosto il Meiyo Maru fu affondato da un sommergibile americano. Lo Tsugaru tornò a Rabaul e da lì fu distaccato alle isole Shortland, importante ancoraggio avanzato giapponese nelle Salomone. A fine agosto collaborò al salvataggio del cacciatorpediniere Shirakumo, ridotto a mal partito dall'attacco di bombardieri in picchiata avversari e, nella notte tra il 1º e il 2 settembre, prese parte con sette cacciatorpediniere a una delle missioni del Tokyo Express che recò con successo a Guadalcanal oltre 600 uomini e pezzi d'artiglieria; nel ritorno, però, il grosso posamine fu preso di mira da velivoli statunitensi, subì danni e ci furono quattordici morti e trenta feriti a bordo. Le riparazioni richiesero diverse settimane, a Rabaul e forse anche a Truk, prima che lo Tsugaru potesse riprendere le operazioni: fu schierato per la battaglia delle isole Santa Cruz (25-26 ottobre) nell'"Unità di rinforzo A", che fece approdare truppe a punta Koli, a est del perimetro americano e dell'aeroporto di Guadalcanal. Sfuggì indenne agli attacchi aerei statunitensi e rimase di stanza alle Shortland per tutto il mese di novembre: il 30 passò agli ordini del capitano di vascello Ichimatsu Takahashi. Trasferitosi a Rabaul dopo il 10 dicembre, lo Tsugaru fu coinvolto fino al 25 in un'intensa serie di missioni di trasporto truppe e materiali alla volta delle nuove basi nipponiche stabilite in Nuova Georgia; intanto, il 24, era stato posto alle dirette dipendenze dell'appena attivata Flotta dell'Area sud-orientale (viceammiraglio Jin'ichi Kusaka) che aveva sotto di sé tutti i reparti navali, aeronautici e terrestri della Marina imperiale nel settore Nuova Guinea-arcipelago di Bismarck-Salomone.

### 1943
Il 12 gennaio 1943 lo Tsugaru e il cacciatorpediniere Mochizuki salparono da Rabaul per recare truppe alla baia di Rekata, nella zona nord-occidentale dell'isola di Santa Isabel: la missione si concluse con successo e le due unità si fermarono a Buin, da dove continuarono a rifornire Rekata fino al 21 gennaio. Per il mese successivo lo Tsugaru, spesso in coppia con cacciatorpediniere o naviglio minore, operò tra le Shortland e Rabaul in compiti di vigilanza; tuttavia, il 19 febbraio, la nave portamunizioni che stava scortando fu affondata dal sommergibile USS Gato, che riuscì a sfuggire al contrattacco condotto con bombe di profondità. Lo Tsugaru recuperò i naufraghi e li fece scendere il 22 febbraio a Rabaul, prima di proseguire per Yokosuka con tappa intermedia a Saipan. Toccò la città nipponica il 29 marzo e vi spese due mesi per un raddobbo completo. Riprese il mare il 25 maggio e fece rotta su Truk, dove si unì al vecchio cacciatorpediniere Akikaze: le due unità entrarono nella rada di Rabaul il 3 giugno e il grosso posamine riprese la propria attività di trasporto veloce e di scorta al naviglio logistico. Il 5 agosto, a nord-nord-est di Rabaul, fu però colto di sorpresa dal sommergibile USS Silverside che lo centrò con un siluro; lo Tsugaru non colò a picco ma dovette essere trainato al sicuro a Rabaul, dove furono eseguite riparazioni d'emergenza. Il 31 agosto si mosse con mezzi propri e con al fianco il cacciatorpediniere Hamakaze, che lo scortò fino a Truk. Al piccolo convoglio si unì una petroliera per l'ultima tratta del viaggio sino a Yokosuka, raggiunta il 18 settembre: il posamine fu oggetto di estesi lavori ricostruttivi e già il 20 settembre transitò agli ordini del capitano di vascello Seiki Nakatsu. L'arsenale provvide inoltre a rimuovere le installazioni binate di cannoni Type 96 da 25 mm e ad aggiungerne sette di modello triplo; molto probabilmente in questa occasione fu sbarcata anche la catapulta con l'idrovolante, confermatisi di scarsa utilità.
Il 1º dicembre lo Tsugaru fu trasferito alle dirette dipendenze della 3ª Flotta di spedizione del sud, operante nei territori occupati del Sud-est asiatico. L'unità salpò il 3 con il cacciatorpediniere Hatakaze e fece tappa a Sasebo e Manila, toccando infine Singapore il 24 dicembre. Da questa importante base cominciò un regolare servizio di difesa al traffico navale giapponese nell'area.

### 1944 e l'affondamento
Lo Tsugaru funse da sentinella per i convogli nipponici tra Singapore, Penang, Port Blair e le isole Nicobare, Belawan, capo St. Jacques nell'Indocina ex francese e Manila, oppure per trasferire truppe, personale e materiali: furono tutte missioni indisturbate dalla pur crescente attività sottomarina degli Alleati. Dall'inizio di aprile l'unità fu attiva soprattutto nelle acque delle Filippine, ma non si conoscono i dettagli delle missioni espletate. Poiché la sua base amministrativa era Singapore, lo Tsugaru vi fu sicuramente modificato in un momento imprecisato della primavera 1944; sul ponte di coperta apparvero quattro cannoni Type 96 su affusto singolo e furono aggiunti degli idrofoni Type 93 (dato che il posamine era sempre più coinvolto in compiti difensivi in mare aperto). Non è invece chiaro se, sulle alberature prodiere, fu fissato un radar Type 13 per il tracciamento di bersagli aerei.
Il 27 maggio truppe della 41st Infantry Division sbarcarono sull'isola di Biak, incontrando la determinata opposizione della guarnigione. Gli alti comandi della Marina imperiale organizzarono subito una controffensiva navale e diversi gruppi da trasporto per recare sull'isola 3 500 uomini (operazione Kon); lo Tsugaru, che si trovava a Davao, salpò e arrivò il 31 a Zamboanga, caricò 800 soldati e fece rotta isolatamente su Biak il 2 giugno, seguito da altre unità: tutte dovettero però tornare indietro dopo essere state individuate da aerei statunitensi. Il 7 salpò con un dragamine alla volta di Sorong, raggiunta il 12 e dove si unì all'Itsukushima per intraprendere un secondo tentativo di controsbarco a Biak; esso fu comunque annullato quando si profilò la grave minaccia alle isole Marianne, dove la Marina nipponica dirottò tutte le sue forze. Sfuggito senza danni a un attacco aereo condotto da un Lockheed P-38 Lightning e da un bimotore North American B-25 Mitchell il 15 giugno, lo Tsugaru si spostò all'ancoraggio secondario di Sarawatoe per assumere la difesa di un trasporto e di un dragamine. La riunione avvenne senza problemi il pomeriggio del 21, ma a sera, tra Sanana e Sorong, il gruppo fu attaccato dal sommergibile Hr. Ms. K XIV; un siluro centrò lo Tsugaru e inflisse danni, sebbene le fonti non indichino di quale portata. In ogni caso dovette fermarsi all'isoletta di Kau, dove lo raggiunsero due cacciasommergibili per scortarlo fino a Manila; il viaggio iniziò all'alba del 29 giugno. Nel primo pomeriggio le navi furono localizzate dal sommergibile USS Darter subito a nord di Halmahera e a ovest di Morotai, in arrivo dal lato di destra. Il battello rilasciò un fascio di siluri e alle 14:30 circa due colpirono lo Tsugaru a babordo, arrecando gravi distruzioni e immobilizzando la nave; il Darter riuscì quindi a evadere i due cacciasommergibili. Il posamine era in una situazione critica e il capitano Nakatsu era rimasto ucciso con un numero imprecisato di altri uomini dell'equipaggio: affondò alle 14:49 alle coordinate 2°19′N 127°57′E.
Il 10 agosto 1944 lo Tsugaru fu cancellato dalla lista delle navi in servizio con la Marina imperiale.